# Arctostaphylos rainbowensis
Arctostaphylos rainbowensis là một loài thực vật có hoa trong họ Thạch nam. Loài này được J.E.Keeley & Massihi mô tả khoa học đầu tiên năm 1994.

## Hình ảnh

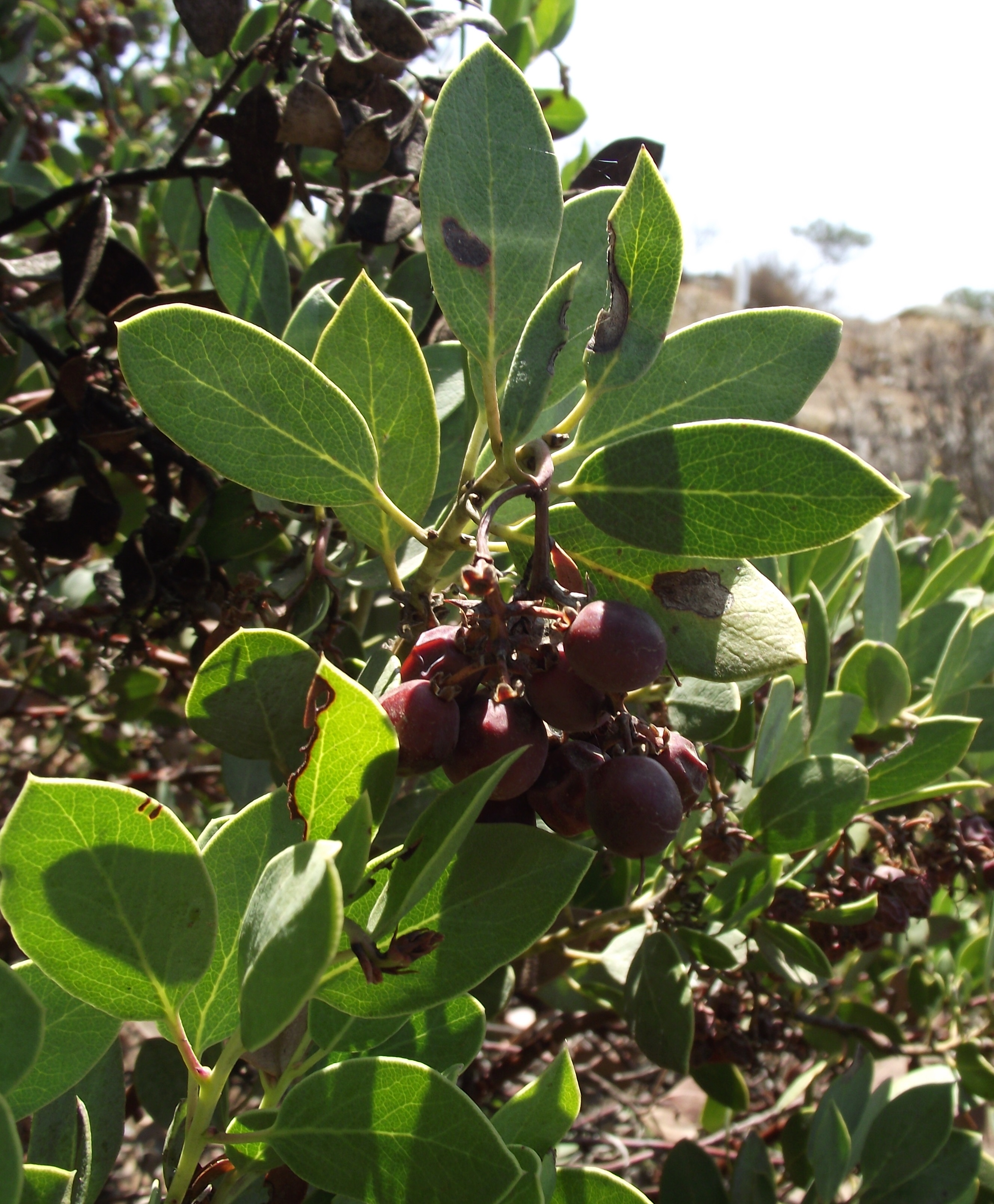
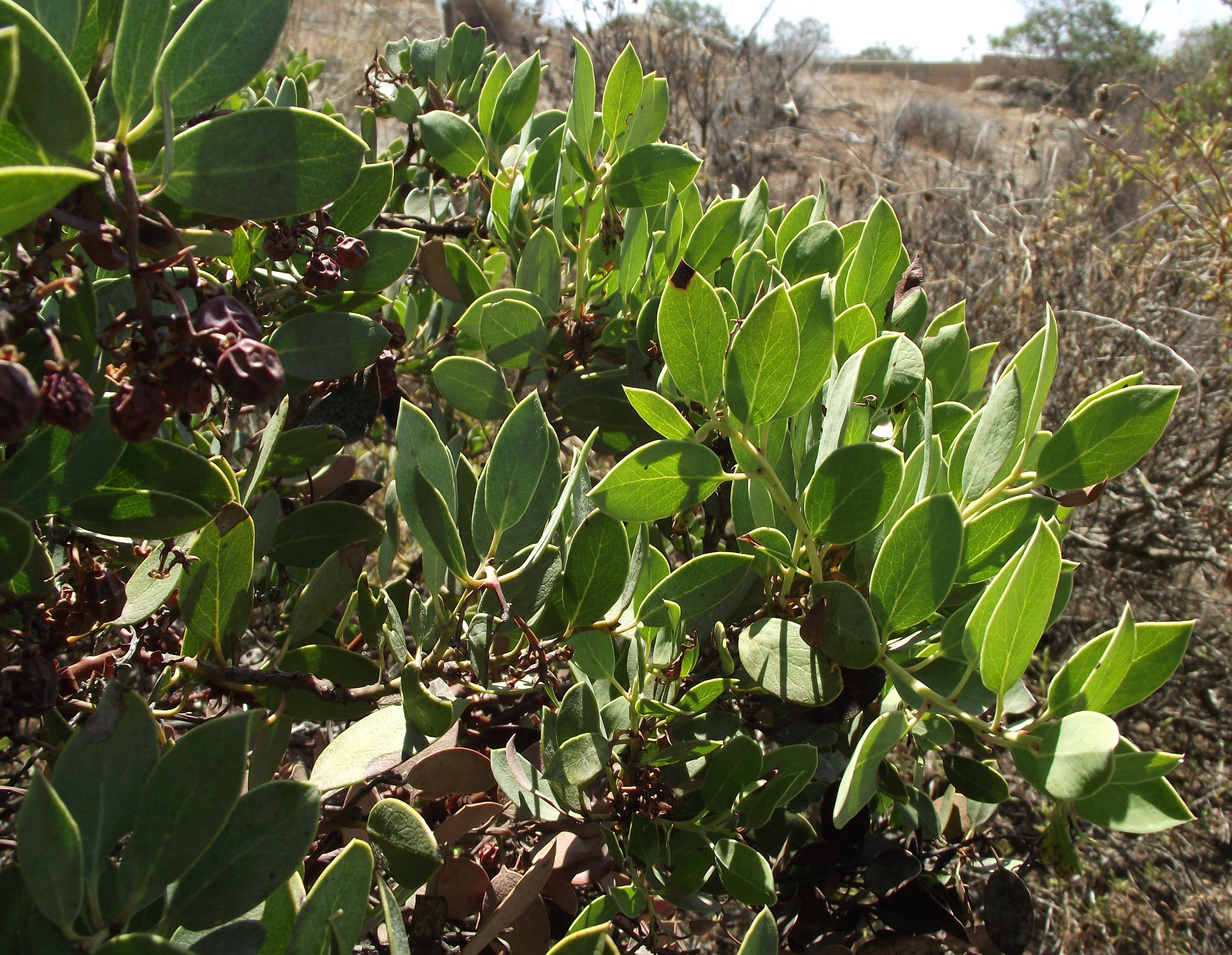